# Høghsbjerget
Høghsbjerget (også kaldet Kongsholmbjerget) er en kunstigt anlagt bakke i den sydligste del af Albertslund Kommune, nærmere bestemt Kongsholmparken.
Bakken er 35 meter høj og anlagt med overskydende jord og byggeaffald fra opførelsen af Albertslund Syd. Kommuneingeniør Jens Christian Høgh (1916-1976) har lagt navn til bakken.
Fra toppen af Høghsbjerget kan man se store dele af Vestegnen, og det er muligt at se til Herstedhøje, som er den kunstigt anlagte bakke i den nordlige del af kommunen.
Ved Høghsbjerget findes desuden en friluftsscene.
55°38′47.17″N 12°20′33.60″Ø / 55.6464361°N 12.3426667°Ø